# Центральний стадіон (Алмати)
Центральний стадіон (каз. Орталық стадион) — алматинський стадіон і один з найбільших спортивних комплексів Республіки Казахстан.

## Історія
Спортивний комплекс складається з декількох спортивних об'єктів і був споруджений в 1955—1975 роки. На території у 22 га було побудовано: велику спортивну арену (стадіон), малу спортивну арену (стадіон), критий атлетичний манеж (зал для боротьби, універсальний спортивний зал), запасне футбольне поле з легкоатлетичними доріжками. Велика спортивна арена була побудована в 1955—1958 роки за проєктом архітектора Капанова Адамбека (головний архітектор проєкту) і А. Я. Косова, що складається з футбольного поля розміром 104х69 метрів, 8 бігових доріжок на 100 і 400 метрів, легкоатлетичних секторів для стрибків і метання снарядів. Трибуни великої спортивної арени були розраховані на 30 тисяч місць, під якими б розміщувалися зали для спортивних ігор, боротьби, боксу, кімнати тренерів, суддів і лікарів, готель на 200 місць. В малу арену входив стадіон на 5 тисяч місць, поле для стрільби з лука, тенісні корти та майданчики для ігор в м'яча руками. У 1975 році додатково побудована крита спортивна споруда — атлетичний манеж.

### Реконструкція
У 1997 році, в рамках підготовки до II-х Центральноазійських ігор, була проведена реконструкція центрального стадіону. В процесі реконструкції було покладено новітнє, на той момент, покриття легкоатлетичних бігових доріжок італійської компанії Mondo, аналогічне покладене при проведенні Олімпійських ігор 1996 року в США. Дерев'яні лавки на трибунах замінили на пластикові сидіння, встановлено нове електронне табло.
У 2002 році Казахстан був прийнятий в члени УЄФА. Для проведення ігор стадіон мав відповідати стандартам УЄФА, з міського бюджету були виділені фінансові кошти на проведення ремонтно-будівельних робіт. Були здійснено зведення металевого навісу над західною трибуною, конструкція якого важить більш як 350 т, оновлення пластикових сидінь, приведення всієї інфраструктури стадіону до мінімальних норм УЄФА. В результаті виконаних заходів стадіон отримав ліцензію на право проведення міжнародних ігор.
У 2009—2010 роки у зв'язку з новими вимогами УЄФА і плануванням зимових Азійських ігор 2011 була проведена капітальна реконструкція Центрального стадіону вартістю в 3 мільярди тенге, яка була профінансована за рахунок бюджету міста. 18 вересня 2010 стадіон був відкритий після капітальної реконструкції. В ході капітальної реконструкції стадіону була проведена заміна газону його футбольного поля на новий сучасний газон, що складається з природної трави, з імплантацією синтетичних волокон. Для його експлуатації впроваджено програмне керування, підігрів поля та полив газону здійснюються в автоматичному режимі. Розмір самого поля був відкоректований відповідно до вимог УЄФА з наявних 104х69 метрів до 105х68 метрів. Також були встановлені нові сучасні бігові доріжки, які виконані з високоякісного матеріалу «Каніпур-М» новітнього швейцарського покриття Konica. Вперше такі бігові доріжки постелили на стадіоні в Берліні до чемпіонату світу з легкої атлетики у 2008 році, у 2009 році ними оновили стадіон в Барселоні. Крім цього, на Центральному стадіоні було оновлено спортивне обладнання, інвентар та прожекторні освітлювальні установки. Встановлено систему фотофінішу і хронометражу. Всі внутрішні розташовані під трибунами приміщення стадіону та комунікації пройшли капітальну реконструкцію.
У вересні 2011 року покриття бігових доріжок Центрального стадіону отримало Спеціальний Сертифікат від Міжнародної Асоціації легкої атлетики 2-ї категорії, що дає право проводити змагання з легкої атлетики міжнародного рівня.

## Загальні відомості
Центральний стадіон міста Алмати побудований в 1958 році. Споруда є овальною за планом, розділеною вставками з 6 проходами на 4 трибуни: північну, західну, південну і східну. Загальна вмісткість трибун становить 23 804 місць. Всі місця індивідуальні, пластикові сидіння закріплені на металевих кутках, забезпечуючи малогабаритність і зручність глядачеві. Мінімальна висота спинки — 38 см.
Центральний стадіон обладнаний освітлювальними установками (комплексами прожекторів на вишках), що дозволяють проводити заходи у вечірній час. Рівень освітленості становить 1400 люкс.
Поверхня ігрового футбольного поля: природне трав'яне покриття, рівне і гладке, в хорошому стані. Ігрові матчі на полі можна проводити протягом всього сезону. Розміри поля — 105х68 м.
Для проїзду автотранспорту на територію стадіону є два в'їзди: головний — з боку пр. Абая і з вул. Сатпаєва (у манежу). Для проходу глядачів і спортсменів — 6 входів: з пр. Абая і вулиці Сатпаєва (широкі ворота) і по два проходи — з вул. Байтурсинова і з боку тренувального поля.

## Будівля стадіону
На східній стіні стадіону встановлена пам'ятна дошка альпіністові А. М. Букреєву (1958-1997), який загинув під час штурму 12-го восьмитисячники Анапурни.
У перші роки його існування тут заливався лід і проводилися змагання на ковзанах. В 1964 році було встановлено сім радянських і два світові рекорди.

### Архітектура
Еліпсоподібний за планом симетричний триповерховий стадіон розташований зі значним відходженням від червоної лінії забудови, в глибині кварталу. Центральна вісь споруди акцентована головним входом, спрямованим на північ. Бічні входи встановлені по поздовжній і поперечній осях комплексу. Злегка заглиблений монументальний портик, фланкований масивними пілонами, підтримується чотирма парами квадратних в перетині стовпів. По осях пілонів на облицьованих гранітними плитами постаментах встановлені скульптурні композиції на спортивну тему.

### Статус пам'ятки
19 лютого 1987 року було прийнято рішення виконавчого комітету Алматинської міської Ради народних депутатів про включення стадіона в список пам'яток архітектури та містобудування місцевого значення Алмати. Цим рішенням передбачалося оформлення охоронного зобов'язання і розробки проєкту реставрації пам'яток.
10 листопада 2010 року був затверджений новий Державний список пам'яток історії та культури місцевого значення міста Алмати, одночасно з яким всі попередні рішення з цього приводу втратили силу. У цій постанові був збережений статус пам'ятки місцевого значення Центрального стадіону. Межі охоронних зон були затверджені у 2014 році.

## Власність
За часів СРСР перебував у державній власності. Після розпаду СРСР переданий в комунальне державне управління Акімата міста Алмата. У травні 2014 року стало відомо про затвердження Комплексного плану приватизації на 2014—2016 роки, за яким «Державне комунальне підприємство» «Центральний стадіон» буде продано у приватну власність.

## Чемпіонати
- Чемпіонат СРСР з футболу (1960—1990)
- Чемпіонат СРСР з легкої атлетики (1965 року)
- Чемпіонат Казахстану з футболу (1991—наш час)
- Традиційний щорічний міжнародний турнір з легкої атлетики «Меморіал Гусмана Косанова[ru]» (1991—наш час)[10]
- Чемпіонат світу по хокею з мячем 2012[ru], група В і С; ряд матчів був проведений на запасному полі стадіону.[11]

## Прилеглі споруди
Поруч зі стадіоном знаходяться комплекси мініфутбольних полів, мала арена і манеж.

## Секції та організації в стадіоні
Стадіон оперезаний кільцем, всередині якого знаходяться готель, а також:
- Федерація спортивного орієнтування Республіки Казахстан;
- Алматинський клуб марафонців;
- Секція боксу;
- Секція боротьби;
- Міні-поле.